# Allochrusa
Allochrusa Bunge ex Boiss.  é um género botânico pertencente à família Caryophyllaceae.

## Espécies
Apresenta nove espécies:
- Allochrusa bungei
- Allochrusa gypsophiloides
- Allochrusa paniculata
- Allochrusa persica
- Allochrusa pulchella
- Allochrusa tadshikistanica
- Allochrusa takhtajanii
- Allochrusa transhyrcana
- Allochrusa versicolor